# Teun Kist
Teun Kist (Steenwijk, 26 juli 1950) is een Nederlands voormalig voetbalspeler. Kist is de jongere broer van oud-profvoetballer Cees Kist ("grote Kees") en neef van oud-international Kees Kist ("kleine Kees").
Teun Kist is bij Heerenveen recordhouder met 360 officiële gespeelde wedstrijden.
Kist speelde voor VV Heerenveen (1966–1975, Tweede divisie en Eerste divisie), Go Ahead Eagles (1975–1980 , Eredivisie), VV Steenwijk (1980–1981, Hoofdklasse) en sc Heerenveen (1981–1987 Eerste divisie). Hij bouwde af bij Dijka Steenwijk. Begin 1979 speelde Kist in de Verenigde Staten twee oefenwedstrijden voor Tampa Bay Rowdies, maar dit leidde niet tot een contract. Naast het voetbal dreef Kist een café in Steenwijk.

## Carrièrestatistieken
| Seizoen         | Club            | Land            | Competitie      | Competitie | Competitie | Beker | Beker | Internationaal | Internationaal | Overig | Overig | Totaal | Totaal |
| Seizoen         | Club            | Land            | Competitie      | Wed.       | Dlp.       | Wed.  | Dlp.  | Wed.           | Dlp.           | Wed.   | Dlp.   | Wed.   | Dlp.   |
| --------------- | --------------- | --------------- | --------------- | ---------- | ---------- | ----- | ----- | -------------- | -------------- | ------ | ------ | ------ | ------ |
| 1966/67         | Heerenveen      | Nederland       | Tweede divisie  | –          | 0          | –     | –     | 0              | 0              | 0      | 0      | –      | 0      |
| 1967/68         | Heerenveen      | Nederland       | Tweede divisie  | –          | 0          | –     | 0     | 0              | 0              | 0      | 0      | –      | 0      |
| 1968/69         | Heerenveen      | Nederland       | Tweede divisie  | –          | 0          | –     | 0     | 0              | 0              | 0      | 0      | –      | 0      |
| 1969/70         | Heerenveen      | Nederland       | Tweede divisie  | –          | 0          | –     | 0     | 0              | 0              | 0      | 0      | –      | 0      |
| 1970/71         | Heerenveen      | Nederland       | Eerste divisie  | –          | –          | –     | 0     | 0              | 0              | 0      | 0      | –      | –      |
| 1971/72         | Heerenveen      | Nederland       | Eerste divisie  | –          | –          | –     | 0     | 0              | 0              | 0      | 0      | –      | –      |
| 1972/73         | Heerenveen      | Nederland       | Eerste divisie  | –          | –          | –     | 0     | 0              | 0              | 0      | 0      | –      | –      |
| 1973/74         | Heerenveen      | Nederland       | Eerste divisie  | –          | –          | –     | 0     | 0              | 0              | 0      | 0      | –      | –      |
| 1974/75         | Heerenveen      | Nederland       | Eerste divisie  | –          | –          | –     | 0     | 0              | 0              | 0      | 0      | –      | –      |
| 1975/76         | Go Ahead Eagles | Nederland       | Eredivisie      | –          | –          | –     | 0     | 0              | 0              | 0      | 0      | –      | –      |
| 1976/77         | Go Ahead Eagles | Nederland       | Eredivisie      | –          | –          | –     | 0     | 0              | 0              | 0      | 0      | –      | –      |
| 1977/78         | Go Ahead Eagles | Nederland       | Eredivisie      | –          | –          | –     | 0     | 0              | 0              | 0      | 0      | –      | –      |
| 1978/79         | Go Ahead Eagles | Nederland       | Eredivisie      | –          | –          | –     | 0     | 0              | 0              | 0      | 0      | –      | –      |
| 1979/80         | Go Ahead Eagles | Nederland       | Eredivisie      | –          | –          | –     | 0     | 0              | 0              | 0      | 0      | –      | –      |
| 1981/82         | sc Heerenveen   | Nederland       | Eerste divisie  | –          | –          | –     | 0     | 0              | 0              | –      | –      | –      | –      |
| 1982/83         | sc Heerenveen   | Nederland       | Eerste divisie  | –          | –          | –     | 0     | 0              | 0              | 0      | 0      | –      | –      |
| 1983/84         | sc Heerenveen   | Nederland       | Eerste divisie  | –          | –          | –     | 0     | 0              | 0              | 0      | 0      | –      | –      |
| 1984/85         | sc Heerenveen   | Nederland       | Eerste divisie  | –          | –          | –     | 0     | 0              | 0              | 0      | 0      | –      | –      |
| 1985/86         | sc Heerenveen   | Nederland       | Eerste divisie  | –          | –          | –     | 0     | 0              | 0              | 0      | 0      | –      | –      |
| 1986/87         | sc Heerenveen   | Nederland       | Eerste divisie  | –          | –          | –     | 0     | 0              | 0              | 0      | 0      | –      | –      |
| Carrière totaal | Carrière totaal | Carrière totaal | Carrière totaal | –          | –          | –     | 0     | 0              | 0              | –      | 0      | –      | –      |

## Erelijst
Heerenveen
| Nationaal      |    |         |
| Tweede divisie | 1x | 1969/70 |